# Трансжінка
Трансжінка ― це жінка, якій при народженні було призначено чоловічу стать. Трансжінки можуть відчувати гендерну дисфорію та можуть зробити гендерний перехід; цей процес зазвичай включає замісну гормональну терапію, а іноді й операцію зі зміни статі, яка може принести полегшення та вирішити почуття гендерної дисфорії. Трансжінки можуть бути гетеросексуальними, бісексуальними, гомосексуальними, асексуальними або ототожнюватися з іншими термінами (наприклад, квір).
Термін трансгендерна жінка не завжди є взаємозамінним із транссексуальною жінкою, хоча терміни часто використовуються як взаємозамінні. Трансгендер ― загальний термін, що включає різні типи гендерів людей (включаючи транссексуалів). Трансжінки стикаються зі значною дискримінацією у багатьох сферах життя (трансмізогінія, підмножина трансфобії), у тому числі при працевлаштуванні та доступі до житла, і стикаються з фізичним та сексуальним насильством та злочинами на ґрунті ненависті, в тому числі з боку партнерів.

## Огляд

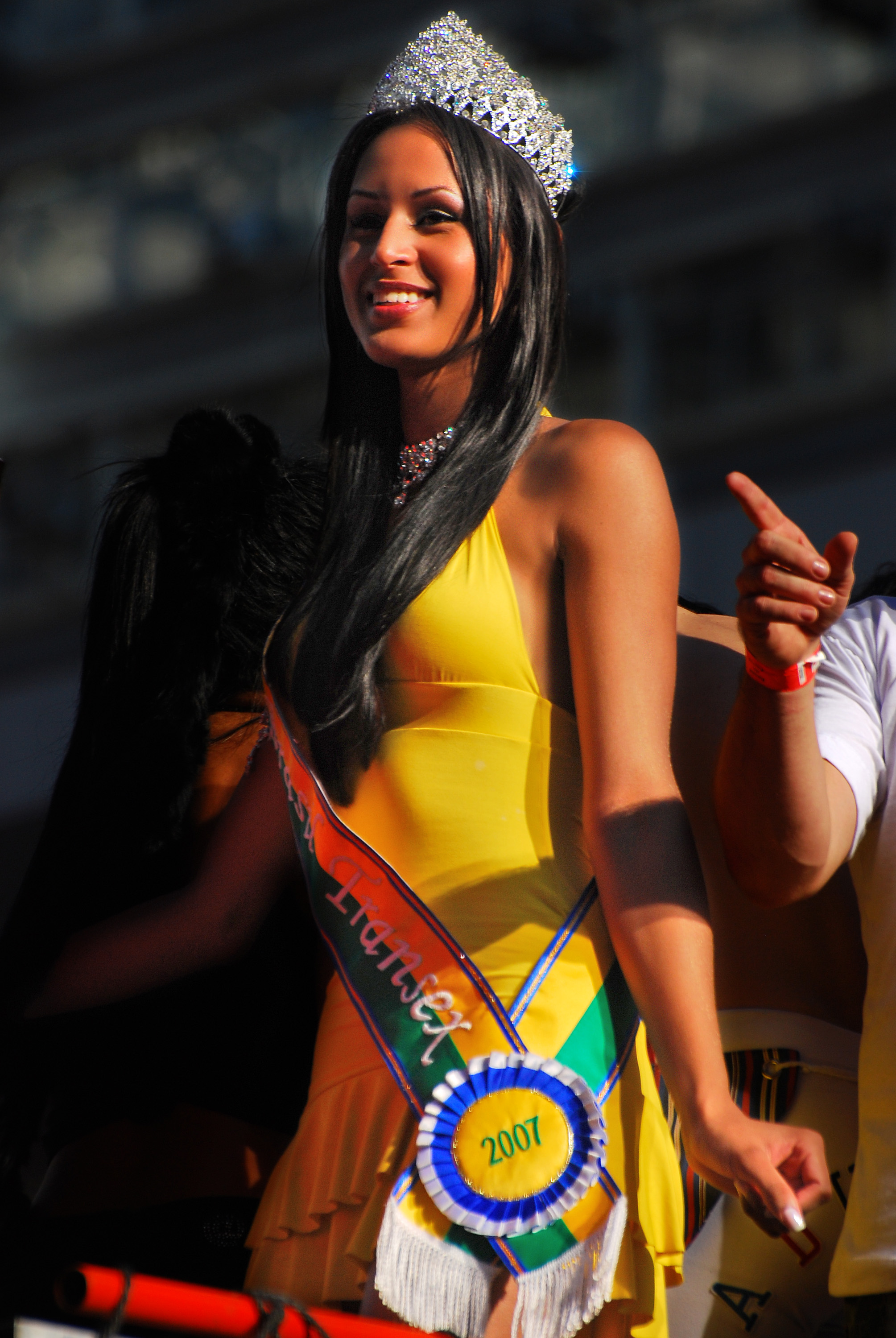
Транс-жінка на гей параді у Сан-Паулу, Бразилія. 2007 рік

Як транссексуали, так і трансгендерні жінки можуть відчувати гендерну дисфорію, дистрес, спричинений невідповідністю їхньої гендерної ідентичності та статі, призначеної їм при народженні (та пов'язаної з ними гендерної ролі або первинних та вторинних статевих характеристик).
Як транссексуали, так і жінки-трансгендери можуть перейти. Основним компонентом медичного переходу для трансжінок є замісна терапія гормоном естрогеном, яка спричиняє розвиток жіночих вторинних статевих ознак (грудей, перерозподілу жиру в організмі, нижчого співвідношення талії та стегон тощо). Це, поряд із операцією зі зміни статі, може позбавити людину від гендерної дисфорії.

## Термінологія
Термін трансжінка походить від використання латинського префіксу транс-, що означає «через, поза, з іншого боку, вийти за межі» і жінка. Цей термін вперше був використаний у книзі Леслі Файнберг «Трансгендерні воїни: історія від Жанни д'Арк до Денніса Родмана» (1996). У книзі трансжінка описується як «трансгендерна чи транссексуальна людина». Це визначення широко прийнято і використовується в Оксфордському словнику англійської мови. Файнберг розповідає, що люди називають трансжінок «виродками», і що її гендерний вираз зробив її «мішенню».
Гайді М. Левітт надає простіший опис трансжінки. Вона визначає трансжінку як «стать тих, хто переходить від однієї статі до іншої». Левітт пояснює, що зазвичай використовується абревіатура «MTF», що означає «чоловік-жінка». Рейчел Мак-Кіннон говорить, що цей термін доволі складний. Перехід може призвести до того, що людину, яку вважали трансжінкою, можуть «бачити» так само як і будь-яку іншу жінку. Вона пояснює, що це суперечливо, оскільки у трансжінок відсутня біологічна здатність до розмноження і їм не вистачає матки та яєчників. Однак вона робить висновок, що «трансжінки ― це жінки», які кидають виклик соціально побудованим нормам того, що означає бути жінкою.
CDC позначає слово «трансгендер» як «парасольковий термін для осіб, чия гендерна ідентичність або вираз (чоловічий, жіночий, інший) відрізняється від їхньої статі (чоловічої, жіночої) при народженні». Трансжінка зазвичай взаємозамінюється з іншими термінами, такими як трансгендерна жінка та транссексуальна жінка. За даними OxfordDictionaries.com, трансгендер означає «людину, чиє почуття особистої ідентичності та гендеру не відповідає її статі». Однак Гайді М. Левітт описує трансгендерність як «різні шляхи, якими люди переступають гендерні межі, що складаються в суспільстві». Вона стверджує, що стать є біологічною, тоді як «гендер є соціальною конструкцією».
Крім того, Оксфордський словник англійської мови позначає транссексуалів як таких, «що мають фізичні особливості однієї статі та психологічні особливості іншої» та «таких, чия стать була змінена хірургічним шляхом». Крім того, вони можуть захотіти або пройти операцію, щоб змінити свій зовнішній вигляд. Таким чином, трансжінки потрапляють під парасольку трансгендерності, оскільки їхня стать була визначена чоловічою при народженні, але вони ідентифікують себе як жінку.
Деякі трансжінки, які вважають, що їхній гендерний перехід закінчений, воліють називатись просто жінками, вважаючи трансжінку або транссексуала термінами, які слід використовувати лише для людей, які не повністю перейшли.

## Сексуальна орієнтація

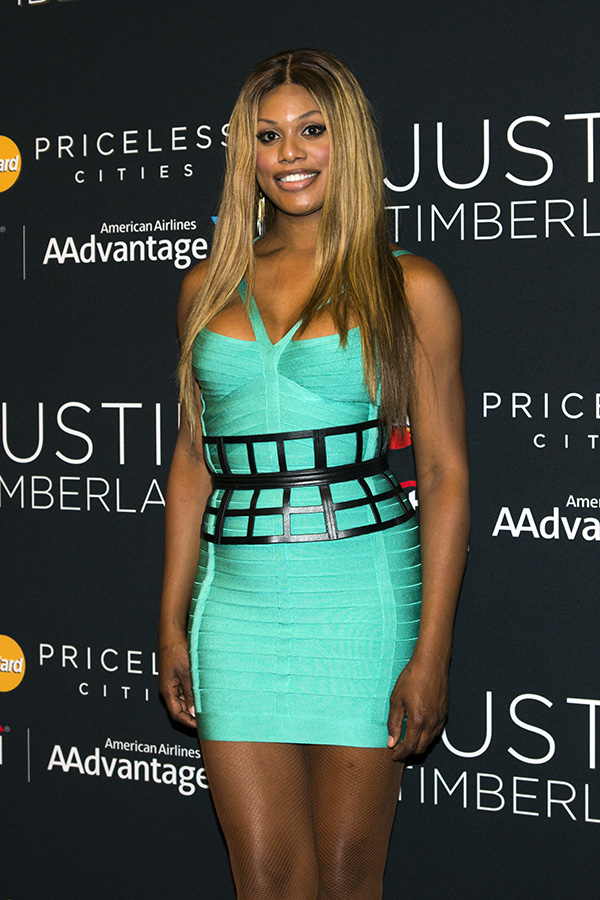
Лаверн Кокс, американська трансгендерна актриса, яка виконує роль трансгендерної жінки в шоу Помаранчевий — хіт сезону

Трансжінки можуть ідентифікувати себе як гетеросексуальних, бісексуальних, гомосексуальних (або лесбійок), асексуальних або нічого з перерахованого. Опитування приблизно 3000 американських трансжінок показало, що 31 % з них визнали себе бісексуальними, 29 % ― «геями/лесбійками/асексуалами», 23 % ― гетеросексуальними, 7 % ― асексуальними, а також 7 % визнали себе «квір» і 2 % як «інші».

### Лібідо
У дослідженні 2008 р. у трансжінок спостерігалася більша частота низького лібідо (34 %), ніж у цисгендерних жінок (23 %), але різниця не була статистично значущою і могла бути зумовлена випадковістю. Як і у чоловіків, вважається, що жіноче лібідо корелює з рівнем тестостерону, але дослідження 2008 року не виявило такої кореляції у трансжінок. Ще одне дослідження, опубліковане у 2014 році, показало, що 62,4 % жінок, які перебувають у стадії переходу, повідомили, що їхнє сексуальне бажання зменшилось після терапії зі зміни статі.

## Насильство щодо трансжінок
Трансжінки стикаються з формою насильства, відомою як трансбашинг. На згадку про тих, хто був убитий внаслідок злочинів на ґрунті ненависті, щорічно проводиться День пам'яті трансгендерів у Європі, Америці, Австралії та Новій Зеландії, деталі та джерела кожного вбивства містяться на їхньому вебсайті.

## Дискримінація

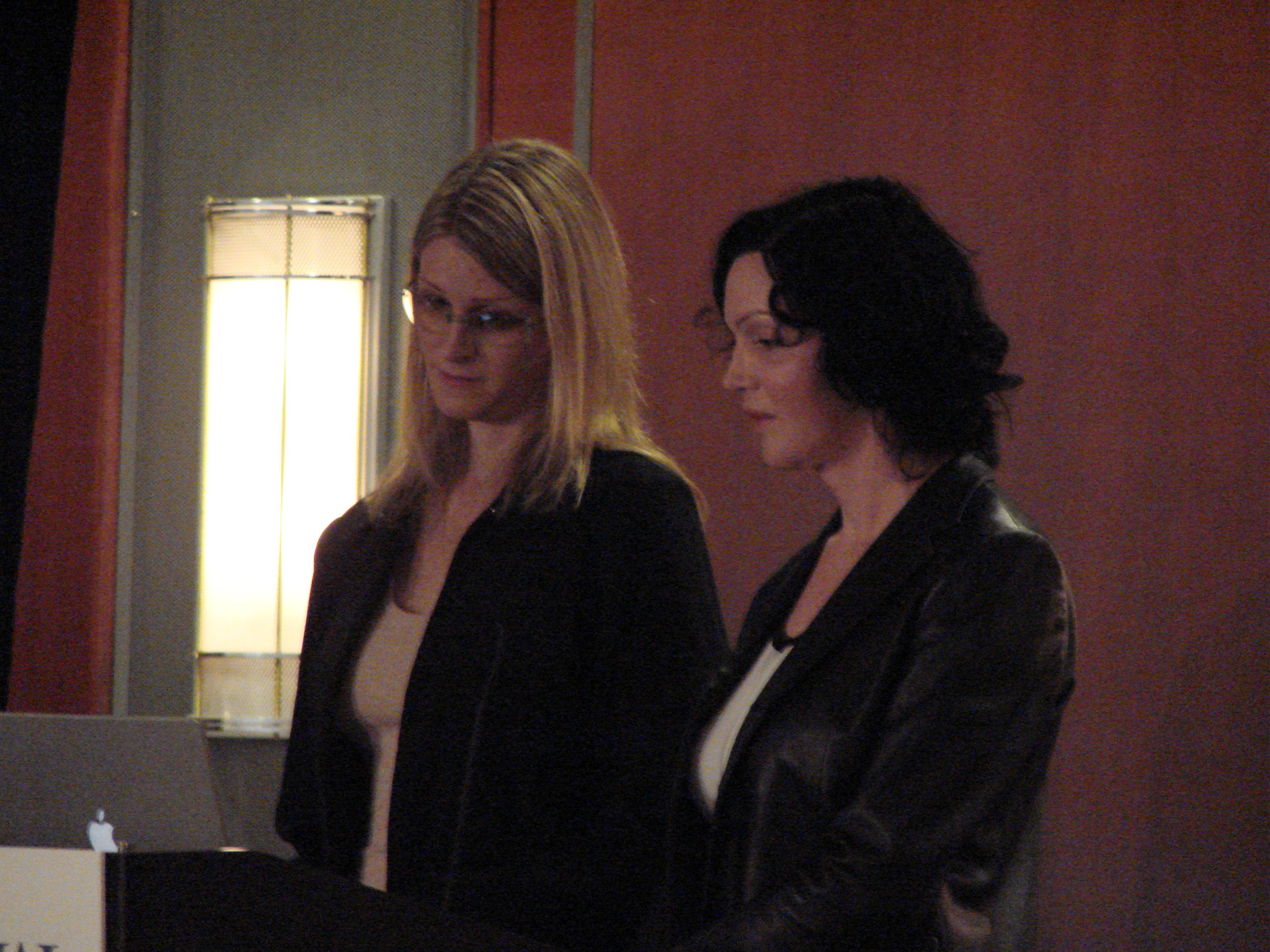
Американська активістка і трансжінка Андреа Джеймс і Кальпернія Аддамс

Трансжінки часто стикаються з дискримінацією та трансфобією:8.  Опитування Інституту Вільямса 2015 року показало, що з 27 715 респондентів-трансгендерів 52 %, сім'ї яких відкинули їх, здійснили спробу самогубства, як і 64,9 % тих, хто зазнав фізичного нападу в минулому році.
Опитування приблизно 3000 трансжінок, які проживають у Сполучених Штатах, підсумоване у звіті «Несправедливість на кожному кроці: звіт Національного обстеження дискримінації трансгендерів», показало, що трансжінки повідомили, що:
- 36 % втратили роботу через свою гендерну ідентичність
- 55 % зазнали дискримінації при прийомі на роботу
- 29 % відмовлено в підвищенні
- 25 % отримали відмову в медичній допомозі
- 60 % трансжінок, які відвідали притулок для бездомних, повідомили про випадки переслідування там
- Під час демонстрації документів, що посвідчують особу, несумісних з їхньою гендерною ідентичністю / виразом, 33 % зазнали домагань, а 3 % зазнали фізичних нападів
- 20 % повідомили про переслідування з боку поліції, 6 % повідомили про фізичне насильство та 3 % — про сексуальне насильство з боку офіцера. До 25 % працівників поліції ставляться в цілому з неповагою.
- Серед ув'язнених трансжінок 40 % зазнавали домагань з боку ув'язнених, 38 % — від персоналу, 21 % — зазнали фізичних нападів, 20 % — повідомили про сексуальне насильство.

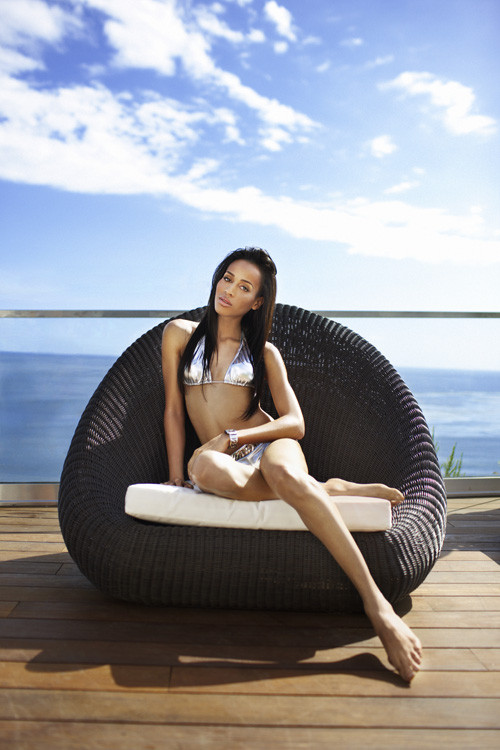
Ізіс Кінг, американська модель-трансгендер і актриса, стала першою учасницею трансжінки в реаліті-шоу Топмодель по-американськи.

Звіт The American National Coalition of Anti-Violence Programs за 2010 рік проти насильства проти ЛГБТІК показав, що із 27 людей, які були вбиті через свою ЛГБТК-особистість, 44 % були трансжінками.